# ادارة الموارد والنفايات في عمان
الإدارة المستدامة للمخلفات والنفايات تعد امرا حيويا لتحقيق استدامة المجتمعات الصحية والصحيحة وهذه من أهم التحديات التي تواجهها سلطنة عمان نتيجة لاضرارها على البيئة والصحة العامة. تملك سلطنة عمان 317 مكباً للنفايات تتوزع في مختلف ولاياتها ومحافظاتها، ويتم جمع نحو مليون و700 ألف طن من النفايات الصلبة سنويا حيث يعد إنتاج النفايات في عمان من اعلى المعدلات في العالم. ينتج الشخص في السلطنة ما يزيد عن 1.5 كغم يوميا منها نسبة 26%من الورق قابلة لاعادة التدوير ونسبة 12% بلاستيك، 11% معادن و5% زجاج.
وتتولى مهمة إدارة المخلفات في سلطنة عمان شركة بيئة بموجب المرسوم السلطاني رقم (46/2009) والذي يمنحها توكيلا قانونيا لتكون المسؤول عن إدارة جميع النفايات الصلبة في السلطنة.
تهتم الشركة بادارة النفايات الخضراء والمخلفات الإلكترونية والكهربائية، البناء والهدم، المركبات المنتهية الصلاحية، النفايات العضوية، بطاريات الرصاص الحمضية
تعتمد طرق إدارة المخلفات والموارد على طبيعة هذه المواد، صلبة أو سائلة أو غازية. وتعتمد أيضا على مستوى خطورتها والجهة المصدرة لهذه المخلفات. يتم تخزين المخلفات الصلبة مبدئيا في الوحدات السكنية والمنازل والوحدات والصناديق المخصصة لجمع القمامة في الشوارع تحت نظام معين. تقوم البلديات والشركات الخاصة بجمع هذه المخلفات من اماكنها المخصصة دوريا. يمكن جمع النفايات الممكن إعادة تدويرها بشكل منفصل كالمنتجات الورقية والبلاستيك. معظم النفايات الصلبة ترسل إلى مكبات مرخصه وغير مرخصه لتدفن فيها مما يخلق قضايا بيئية وصحية، لذلك تهدف حكومة عمان لحل مشكلة إدارة النفايات في السلطنة وعقد اتفاقيات لتخلص آمن من المخلفات.
هناك ارتفاع في نسبة النفايــات المنزليــة والبلديــة فــي ســلطنة عمــان في الفترة الاخيرة حيث تعدت معدل 3 طـن سـنويا. معالجة وادارة هذه النفايات يعد امرا ضروريا للحفاظ على البيئة في السلطنة. لذلك اصدرت الدولة امرا بالاهتمام بإدارة النفايـات البلديـة بكافة انواعها:
1. النفايـات المنزليـة
2. مخلفــات المؤسســات الصناعيــة والتجاريــة

إعادة تدوير النفايات في سلطنة عمان:
اعادة التدويرهي عملية تحويل النفايات إلى منتجات وموارد جديدة يمكن استخدامها وهي بديل للتخلص من النفايات عوضا عن طمرها تحت الأرض مما يؤدي إلى تسرب السوائل الملوثة الناتجة منها إلى باطن الأرض واختلاطها بالمياه الجوفية، أو حرقها. وتساعد عملية إعادة تدويرالنفايات في تقليل تلوث البيئة وانبعاث الغازات السامة مثل غاز الميثان الناتج عن المخلفات العضوية وهذه الغازات تساهم في تلوث البيئة وظاهرة الاحتباس الحراري. تنتج سلطنة عمان في السنة الواحدة 2.3 مليون طن من النفايات القابلة لاعادة التدوير وتسعى السلطنة لتطويرعمليات تدويرالمخلفات والاستفادة منها كموارد. إعادة التدويرهي مرتكز أساسي لتحقيق التوازن بين الحفاظ على البيئة والتنمية الاقتصادية.
تملك عمان عدة شركات حكومية وغير حكومية لاعادة التدويرمنها:
1. جمعية البيئة العمانية
2. الشركة العمانية القابضة لخدمات البيئة (إعادة تدويرالمخلفات الإلكترونية، ومخلفات السيارات، ومخلفات الهدم والتدمير)
3. شركة حيا للمياه (إعادة استخدام المياه للحفاظ على المياه الجوفية)
4. صحارللألمنيوم(إعادة تدويرالمعادن)
5. مسقط ديلي (إعادة تدويرالورق)

كما قامت شركة بيئة بتوفيرآلات جديدة في السلطنة من أجل تقطيع المخلفات الخضراء والكبيرة والأخشاب إلى قطع صغيرة لتسهيل عملية ادارتها واعادة استخدامها، وتملك هذه الآلات القدرة على تقطيع 50 طن يوميا من المخلفات الخضراء ومخلفات الأخشاب.
ادارة موارد المياه في عمان:
تهتم وزارة البلديات الإقليمية وموارد المياه؛ ووزارة الزراعة والثروة السمكية؛ ووزارة البيئة والشؤون المناخية؛ والهيئة العامة للمياه والكهرباء؛ ومجلس البحث العلمي؛ وديوان البلاط السلطاني؛ ووزارة التجارة والصناعة؛ وبلدية مسقط؛ ومكتب تطوير صحار في ديوان البلاط السلطاني بادارة المياه في سلطنة عمان.
تبذل حكومة عمان جهدا بإشراك القطاع الخاص في عملية إدارة ومعالجة وتحلية المياه من خلال عدة مشاريع كبيرة حيث تتولى السلطنة الاستثمارات الضخمة في قطاع المياه وتعمل سلطنة عمان لادارة مياه الامطار وتحقيق اقصى الاستفادة منها، عن طريق حفظها في السدود واستخدام مياه الوديان مباشرة في الزراعة. تتنوع استخدامات السد سواء للتخزين أو تغذية المياه الجوفية أو استخدامها للحد من الفيضانات. وقد فرضت السلطنة طلب ترخيص لحفرالابارلاستخراج المياه حيث لايمكن حفر بئر بدون موافقة من وزارة البلديات الإقليمية وموارد المياه في عمان.
كوسيلة لمعالجة مشكلة شح المياه وتعويض نقص المياه الجوفيه والعذبة في السلطنة اعتمدت سلطنة عمان عمليات تحلية مياه البحر كاحد مصادر المياه الاساسية نتيجة لشح مصادرالمياه في المناطق الجبلية والريفية، كما تعتمد على تحلية المياه كتوفير للمياه الجوفية ومياه الشرب. وقد انشأت العديد من المحطات لتحلية المياه والتي تعمل بتقنية التناضح العكسي وهي تقنية فعالة لتصفية مياه البحر المالحة. بلغ عددها 94 محطة بعام 2011, من أهم هذه المحطات:
| اسم المحطة                     | كمية الانتاج (يوميا) |
| محطة الغبرة لتحلية المياه      | 42 مليون طن          |
| محطة بركاء                     | 32 مليون طن          |
| محطة صحار لتحلية المياه        | 33 مليون طن يوميا    |
| محطة صور                       | 100 مليون مكعب       |
| محطة تحلية المياه بولاية قريات | 44 مليون جالون       |

[8]
من أكبر الشركات المعتمدة لتحلية المياه في سلطنة عمان شركة بركاء لتحلية المياه وتعد أكبر محطّة لتحلية مياه البحر في سلطنة عمان. تنتج حوالي 61.8 مليون جالون من المياه المحلاة في اليوم وتغطي احتياج المياه في السلطنة بنسبة 23%. تعمل شركة بركاء لتحلية المياه بتقنية التناضح العكسي وهي أكثر التقنيات شيوعا لتحلية مياه البحر. كما اطلقت السلطنة أول محطة متنقلة لتحلية المياه في العالم تعمل بطريقة التناضح العكسي.
ادارة مياه الصرف الصحي في عمان:
تقوم سلطنة عمان بانشاء مشاريع لمعالجة مياه الصرف الصحي للحد من التلوث الناتج عن شبكات الصرف الصحي التقليدية، ومنع انتشار الأمراض والأوبئة، وحماية موارد المياه الجوفية من التلوث. فقد تم تسجيل حوالي 402 محطة لمعالجة مياه الصرف الصحي في قاعدة بيانات وزارة البيئة والشؤون المناخية. أنتجت هذه المحطات حوالي 37446 متر مكعب من النفايات السائلة المعالجة في عام 2000 ارتفع هذا الرقم إلى حوالي 97.8 مليون متر مكعب في الوقت الحالي.تتولى مهمة إدارة مياه الصرف الصحي في السلطنة شركة حياة بموجب المرسوم السلطاني رقم 131/2020. تقوم الشركة بمعالجة 100% من المواد الصلبة الحيوية لمياه الصرف الصحي واعادة استخدامها كسماد، نتيجة لذلك اطلقت الشركة مصنع (Kala) للسماد العضوي الذي يحضى بشعبية بين المزارعين في عمان.